# ミラノ、愛に生きる
『ミラノ、愛に生きる』（Io sono l'amore）は、2009年のイタリアの恋愛映画である。ルカ・グァダニーノ監督。

## キャスト
- ティルダ・スウィントン
- フラヴィオ・パレンティ
- エドアルド・ガブリエリーニ
- マリサ・ベレンソン

## 受賞とノミネート
| 賞                                 | 部門             | 対象                          | 結果       |
| ---------------------------------- | ---------------- | ----------------------------- | ---------- |
| アカデミー賞                       | 衣裳デザイン賞   | アントネッラ・カナロッツィ    | ノミネート |
| 英国アカデミー賞                   | 外国語映画賞     |                               | ノミネート |
| 英国インディペンデント映画賞       | 外国映画賞       |                               | ノミネート |
| 放送映画批評家協会賞               | 外国語映画賞     |                               | ノミネート |
| シカゴ映画批評家協会賞             | 外国語映画賞     |                               | ノミネート |
| フロリダ映画批評家協会賞           | 外国語映画賞     |                               | 受賞       |
| ゴールデングローブ賞               | 外国語映画賞     |                               | ノミネート |
| ラスベガス映画批評家協会賞         | 外国映画賞       |                               | ノミネート |
| フェニックス映画批評家協会賞       | 外国語映画賞     |                               | ノミネート |
| サンディエゴ映画批評家協会賞       | 主演女優賞       | ティルダ・スウィントン        | ノミネート |
| サンディエゴ映画批評家協会賞       | 外国語映画賞     |                               | 受賞       |
| サテライト賞                       | ドラマ映画女優賞 | ティルダ・スウィントン        | ノミネート |
| サテライト賞                       | 美術賞           | Francesca Balestra Di Mottola | ノミネート |
| サテライト賞                       | 撮影賞           | ヨリック・ル・ソー            | ノミネート |
| サテライト賞                       | 外国語映画賞     |                               | ノミネート |
| ワシントンD.C.映画批評家協会賞     | 外国語映画賞     |                               | ノミネート |
| ニューヨーク映画批評家オンライン賞 | 外国語映画賞     |                               | ノミネート |